# Instrument de financement de la coopération au développement
L'Instrument de financement de la coopération au développement (aussi dit ICD) est un outil de l'Union européenne pour gérer ses financements pour l'aide au développement.
Il a été mis en application le 1er janvier 2007 à la suite de la décision du 18 décembre 2006.
L'Union européenne a un rôle majeur dans l'aide au développement dans le monde, puisqu'elle représente 55 % du montant total des aides dans le monde.

## Définition des projets de coopération
Le règlement du Conseil de l'Union européenne du 17 juillet 1998 et modifié en 2004, prévoit la définition et les modalités pour recevoir une aide de la part de la Communauté européenne.
On ne peut soutenir les projets que dans les pays bénéficiaires de l'aide du "Comité d'aide au développement (CAD)" de l'OCDE. 
Les objectifs sont principalement guidés par les "Objectifs du Millénaire pour le Développement" et par le cadre d'action fixé par le "Consensus européen". 
L'aide est mise en œuvre par des programmes géographiques : 
- Amérique Latine
- Asie
- Asie Centrale
- Moyen-Orient
- Afrique du Sud.

Mais aussi par des programmes thématiques (Ces programmes s'adressent aussi aux pays éligibles au Fonds européen de développement (FED) : 
- Ressources humaines
- Environnement et gestion durable
- Acteurs étatiques et autorités locales
- Sécurité alimentaire
- Migration et asile.

Le dernier programme est celui pour les pays d'Afrique, Caraïbes et du Pacifique (pays ACP). Le but est d'accompagner leur processus d'ajustement face aux nouvelles conditions de marché.

## Fonctionnement
La gestion se fait de différente manière selon les programmes.
Pour les programmes géographiques, c'est la Commission européenne qui établit un document de stratégie et un programme indicatif pluriannuel, et adopte un programme d'action annuel pour chaque pays/région.
Elle définit les dotations au sein de chaque programme géographique selon les évolutions des situations. Elle peut aussi prévoir une dotation spéciale dans le cadre de la coopération entre les régions ultrapériphériques et des partenaires voisins ou alors en cas de catastrophes ou crises. 
Les entités bénéficiaires sont diverses et peuvent être directement les pays/région ou les entités décentralisés jusqu'aux organisations internationales et aux agences de l'Union Européenne. C'est donc dans ce cadre que l'on peut financer la coopération décentralisée. 
Les financements peuvent être des projets et programmes mais aussi des fonds nationaux ou pluri-bailleurs. On favorise dans ce cas le cofinancement. 
Le budget pour la période 2007-2013 est de 16,897 milliards d'euros.
- Programmes géographiques : 10,057 milliards d'euros
- Programmes thématiques : 5,596 milliards d'Euros
- En faveur des pays ACP : 1,224 milliard d'Euros
La Commission doit remettre un rapport annuel sur les résultats de la mise en œuvre de ses programmes. 
Les acteurs bénéficiaires peuvent être : 
•	les pays et régions partenaires et leurs institutions ; 
•	les entités décentralisées des pays partenaires (municipalités, provinces, départements, régions) ; 
•	les organismes mixtes institués par les pays et régions partenaires et la Communauté ; 
•	les organisations internationales ; 
•	les agences de l'UE ; 
•	certaines entités ou organismes des États membres, des pays et régions partenaires ou de tout autre État tiers, s’ils contribuent à atteindre les objectifs du présent règlement. 
La Commission est assistée dans son travail par un comité.

## Sources et compléments
1. 1 2  (en) « EUR-Lex - l14173 », sur europa.eu (consulté le 8 juin 2023).
2. ↑  (en) « EUR-Lex - r12544 », sur europa.eu (consulté le 8 juin 2023).